# جون هارتلي لوتون
السير جون هارتلي لوتون (بالإنجليزية: Sir John Hartley Lawton)‏ (من مواليد 24 سبتمبر 1943) وهو عالم بيئة بريطاني حاصل على زمالة الجمعية الملكية ونائب رئيس RSPB والرئيس السابق لمؤسسة Yorkshire Wildlife Trust ورئيس مؤسسة علم البيئة، ورئيس مجلس إدارة يورك ورئيس نادي يورك الطقسي.
كان جون هارتلي في السابق وكيًا في الصندوق العالمي للطبيعة WWF UK ورئيسًا لمجلس أبحاث البيئة الطبيعية (NERC) وكان آخر رئيس للجنة الملكية المعنية بالتلوث البيئي. حصل على وسام RSPB في أكتوبر 2011.

## حياته
كان لوتون عضوًا في نادي أطباء الطيور الشباب عندما كان صغيراً كما ساعد لاحقًا في إدارة مجموعة أعضاء RSPB في يورك. في شبابه، تطوع للعمل في أوسبري في RSPB في بحيرة غارتن.

## عمله
درس لوتون في جامعة درم، وأكمل شهادة الدكتوراه عام 1969. كان معيدًا في علم البيئة في قسم علم الحيوان في جامعة أوكسفورد منذ عام 1968، وانتقل إلى جامعة يورك (إنجلترا) في عام 1971. تم تعيينه في جامعة يورك (إنجلترا) في عام 1985. كان أول مدير لمركز NERC لعلم الأحياء السكانية في الكلية الإمبراطورية.
في أكتوبر 1999، تم تعيينه الرئيس التنفيذي لل NERC كما حصل على الأستاذية الفخرية في الكلية الإمبراطورية للعلوم والتكنولوجيا والطب. بعد تقاعده من NERC في مارس 2005، تم تعيينه رئيسًا للهيئة الملكية المعنية بالتلوث البيئي من 1 أبريل 2005 وتمت إعادة تعيينه لفترة ثانية مدتها ثلاث سنوات في عام 2008.
وقد ركزت اهتماماته على الديناميات السكانية والتنوع البيولوجي للطيور والحشرات، كما ركز على تأثيرات التغير البيئي العالمية على النباتات والحيوانات البرية. كان له دور أساسي في تأسيس إستراتيجية الجمعية الملكية لحماية الطيور في حماية المناظر الطبيعية. قدم مساهمات كبيرة للمنظمات غير الحكومية البيئية، بما في ذلك فترة خمس سنوات كرئيس للجمعية الملكية لحماية الطيور.
شارك في جائزة اليابان للعلوم والتكنولوجيا للحفاظ على التنوع البيولوجي في عام 2004 «لتحقيق الإنجازات الرصدية والتجريبية والنظرية للفهم العلمي والحفاظ على التنوع البيولوجي».
في عام 2009 نشر مراجعة رسمية لمركز هادلي التابع لمكتب الأرصاد الجوية.
في عام 2010، نشر تقريرًا رسميًا حول المناطق المحمية في إنجلترا.

## الجوائز والتكريمات
- الميدالية الذهبية للجمعية الإيكولوجية البريطانية (1987)
- رتبة الإمبراطورية البريطانية (1997)
- جائزة اليابان (2004)
- فارس (بريطانيا) (2005)
- جائزة رامون مراليف في علم البيئة (2006)
- معاون أجنبي، الأكاديمية الوطنية الأمريكية للعلوم (2008) [7]
- عضو شرف أجنبي، الأكاديمية الأمريكية للفنون والعلوم (2008)[7]
- وسام RSPB (2011)
- وسام CIEEM (2017)[11]